# Tourisme dans les Pyrénées-Orientales
 (août 2020).
 (janvier 2014).
Si vous disposez d'ouvrages ou d'articles de référence ou si vous connaissez des sites web de qualité traitant du thème abordé ici, merci de compléter l'article en donnant les références utiles à sa vérifiabilité et en les liant à la section « Notes et références ».
Les chiffres clés du tourisme dans les Pyrénées Orientales en 2010 :
7e département touristique français
- 9 stations de montagne / 10 stations balnéaires / 5 stations thermales
- Près de 600 000 lits touristiques
- 33,1 millions de nuitées (-1,8 % par rapport à 2009)
- 8 millions de visiteurs : 4 millions de touristes et 4 millions d’excursionnistes
- 93 % viennent en voiture (5 % en train - 2 % en avion)
- 88 % français - 12 % étrangers
- 8,7 jours de durée moyenne de séjour
- Près de 18 000 emplois touristiques
- 1,4 milliard € de consommation touristique